# Семестр
Семестр (від лат. sex — «шість» і лат. mensis — «місяць») — позначення півріччя в (вищих) навчальних закладах. У семестр зазвичай також включаються канікули. Залежно від країни, а іноді й від університету/школи семестри відрізняються в даті початку/кінця і балансі між навчанням/не-навчанням.
Семестр — частина, половина навчального року у закладах вищої освіти. Саме на семестр складається розклад навчальних занять. Семестр закінчується екзаменаційною сесією. Між семестрами встановлюються канікули. Семестр поділяє навчальну дисципліну на завершені частини, якщо дисципліна вивчається більш ніж один семестр.
Аналогічно триместр (лат. trimestris — «тримісячний») — частина навчального року, яка триває від 10 до 12 тижнів.